# La città nuda
La città nuda (The Naked City) è un film del 1948 diretto da Jules Dassin.

## Trama
A New York nell'immediato dopoguerra viene rinvenuto il corpo di una giovane modella uccisa. L'ispettore di polizia Muldoon e il suo assistente Halloran indagano sulla vita della ragazza che ha cercato il successo e la ricchezza attirata dalle luci della metropoli, rinnegando il suo passato di figlia di profughi polacchi e cambiando nome. Una serie di furti inizia a emergere, ma la verità sembra difficile da scovare fino agli ultimi colpi di scena.

## Critica
(Leo Pestelli)

## Riconoscimenti
- 1949 - Premio Oscar
  - Migliore fotografia a William H. Daniels
  - Miglior montaggio a Paul Weatherwax
  - Candidatura al Miglior soggetto a Malvin Wald
- 1949 - Premio BAFTA
  - Candidatura al Miglior film

Nel 2007 è stato scelto per essere conservato nel National Film Registry della Biblioteca del Congresso degli Stati Uniti.

## Opere correlate
Il film generò una serie televisiva, La città in controluce, trasmessa sulla ABC dal 1958 al 1963.